# Grammy Award al miglior album folk contemporaneo
Il Grammy Award al miglior album folk contemporaneo (Grammy Award for Best Contemporary Folk Album) venne assegnato dal 1987 al 2011.
Fino al 1993 il premio era denominato Miglior registrazione folk contemporanea (Best Contemporary Folk Recording). Nel 2007 fu ribattezzato Best Contemporary Folk/Americana Album.
A partire dal 2012, questa categoria si rifonderà con la miglior album folk tradizionale per formare la nuova categoria miglior album folk.

## Vincitori e candidati

### Anni 1980
- 1987
  - Tribute to Steve Goodman - AA.VV.; Al Bunetta, Dan Einstein e Hank Neuberger (produttori)
  - German Afternoons - John Prine
  - I'm Alright - Loudon Wainwright III
  - Last of the True Believers - Nanci Griffith
  - No Easy Walk to Freedom - Peter, Paul and Mary
- 1988
  - Unfinished Business - Steve Goodman
  - Asimbonanga - Joan Baez
  - Annual Waltz - John Hartford
  - More Love Songs - Loudon Wainwright III
  - The Washington Squares - Washington Squares
- 1989
  - Tracy Chapman - Tracy Chapman
  - John Prine Live - John Prine
  - Short Sharp Shocked - Michelle Shocked
  - Emergency - Sweet Honey in the Rock

### Anni 1990
- 1990
  - Indigo Girls - Indigo Girls
  - Bamboleo - Gipsy Kings
  - Bayou Cadillac - BeauSoleil
  - Crossroads - Tracy Chapman
  - Old Friends - Guy Clark
- 1991
  - Steady On - Shawn Colvin
  - Days of Open Hand - Suzanne Vega
  - Hammer and a Nail - Indigo Girls
  - Helpless Heart - Maura O'Connell
- 1992
  - The Missing Years - John Prine
  - Live - Back On the Bus Y'all - Indigo Girls
  - Cajun Conja - BeauSoleil
  - Interiors - Rosanne Cash
  - Jerry Garcia & David Grisman - Jerry Garcia e David Grisman
- 1993
  - Another Country - The Chieftains
  - Play Me Backwards - Joan Baez
  - The Criminal Under My Own Hat - T-Bone Burnett
  - Rites of Passage - Indigo Girls
  - Arkansas Traveler - Michelle Shocked
- 1994
  - Other Voices, Other Rooms - Nanci Griffith
  - La Danse de la Vie - BeauSoleil
  - Fat City - Shawn Colvin
  - Good as I Been to You - Bob Dylan
  - Spinning Around the Sun - Jimmie Dale Gilmore
  - Breaking Silence - Janis Ian
- 1995
  - American Recordings - Johnny Cash
  - Cover Girl - Shawn Colvin
  - My Life - Iris DeMent
  - Flyer - Nanci Griffith
  - Swamp Ophelia - Indigo Girls
- 1996
  - Wrecking Ball - Emmylou Harris
  - The Long Black Veil - The Chieftains
  - MTV Unplugged - Bob Dylan
  - Train a Comin' - Steve Earle
  - Lost Dogs and Mixed Blessings - John Prine
- 1997
  - The Ghost of Tom Joad - Bruce Springsteen
  - Yonder - Jerry Douglas e Peter Rowan
  - Braver New World - Jimmie Dale Gilmore
  - You? Me? Us? - Richard Thompson
  - Revival - Gillian Welch

- 1998
  - Time Out of Mind - Bob Dylan
  - Keepers - A Live Recording - Guy Clark
  - The Way I Should - Iris DeMent
  - Shaming of the Sun - Indigo Girls
  - Live On Tour - John Prine
- 1999
  - Car Wheels on a Gravel Road - Lucinda Williams
  - Mermaid Avenue - Billy Bragg e Wilco
  - El Corazon - Steve Earle
  - Spyboy - Emmylou Harris
  - Step Inside This House - Lyle Lovett

### Anni 2000
- 2000
  - Mule Variations - Tom Waits
  - Cajunization - BeauSoleil
  - Fellow Workers - Ani DiFranco ed Utah Phillips
  - In Spite of Ourselves - John Prine
  - Western Wall - The Tucson Sessions - Linda Ronstadt ed Emmylou Harris
- 2001
  - Red Dirt Girl - Emmylou Harris
  - Mermaid Avenue Vol. II - Billy Bragg e Wilco
  - American III: Solitary Man - Johnny Cash
  - Transcendental Blues - Steve Earle
  - Crossing Muddy Waters - John Hiatt

- 2002
  - Love and Theft - Bob Dylan
  - Buddy & Julie Miller - Buddy and Julie Miller
  - Poet: A Tribute to Townes van Zandt - AA.VV.
  - Time (The Revelator) - Gillian Welch
  - Essence - Lucinda Williams

- 2003
  - This Side - Nickel Creek
  - American IV: The Man Comes Around - Johnny Cash
  - Down the Old Plank Road: The Nashville Sessions - The Chieftains
  - Jerusalem - Steve Earle
  - 1000 Kisses - Patty Griffin

- 2004
  - The Wind - Warren Zevon
  - Rules of Travel - Rosanne Cash
  - Stumble into Grace - Emmylou Harris
  - Looking for the Moon - Tom Paxton
  - World Without Tears - Lucinda Williams

- 2005
  - The Revolution Starts Now - Steve Earle
  - Educated Guess - Ani DiFranco
  - Land of Milk and Honey - Eliza Gilkyson
  - Impossible Dream - Patty Griffin
  - The Unbroken Circle - The Musical Heritage of the Carter Family - John Carter Cash, AA.VV.
- 2006
  - Fair & Square - John Prine
  - Chávez Ravine - Ry Cooder
  - The Outsider - Rodney Crowell
  - Why Should the Fire Die? - Nickel Creek
  - Devils & Dust - Bruce Springsteen
- 2007
  - Modern Times - Bob Dylan
  - Solo Acoustic, Vol. 1 - Jackson Browne
  - Black Cadillac - Rosanne Cash
  - Workbench Songs - Guy Clark
  - All the Roadrunning - Mark Knopfler ed Emmylou Harris
- 2008
  - Washington Square Serenade - Steve Earle
  - The Calling - Mary Chapin Carpenter
  - My Name Is Buddy - Ry Cooder
  - Children Running Through - Patty Griffin
  - Orphans - Tom Waits
- 2009
  - Raising Sand - Robert Plant ed Alison Krauss
  - Day After Tomorrow - Joan Baez
  - I, Flathead - Ry Cooder
  - Sex & Gasoline - Rodney Crowell
  - All I Intended to Be - Emmylou Harris

### Anni 2010
- 2010[1]
  - Townes - Steve Earle
  - Middle Cyclone - Neko Case
  - Our Bright Future - Tracy Chapman
  - Live - Shawn Colvin
  - Secret, Profane & Sugarcane - Elvis Costello
- 2011
  - God Willin' & the Creek Don't Rise - Ray LaMontagne & The Pariah Dogs
  - Love Is Strange: En Vivo Con Tino - Jackson Browne e David Lindley
  - The Age of Miracles - Mary Chapin Carpenter
  - Somedays the Song Writes You - Guy Clark
  - Dream Attic - Richard Thompson

## Statistiche e record
Bob Dylan e Steve Earle sono i maggiori vincitori della categoria con tre vittorie a testa.